# Польна (Польша)
По́льна [ˈpɔlna] — село в административном районе (гмине) Грыбув Новосонченского повята Малопольского воеводства на юге Польши.

## Географическое положение
Польна находится на границе между предгорьями Рожнов-Ценжковиц и горным массивом Низкие Бескиды. С холмов Польны открывается обширная панорама, в которую входят:
- Зелёна-Гура (англ. Зелёная гора — 690 м над уровнем моря) и
- Маслана Гура (англ. «Масляная гора» — 753 м над уровнем моря) в юго-восточном направлении,
- Хелм (англ. Шлем — 779 м над уровнем моря) на юге,
- Явоже (887 м над уровнем моря) — на юго-западе,
- Росочатка (753 м над уровнем моря) и
- Йодлова (715 м над уровнем моря) на западе.

Окрестности села имеют разнообразную геологическую структуру, здесь залегают Силезский и Магурский слои.
Рядом с Польной находится заповедник с 300-летними дубами и липами.
В Полненском лесу, на одной из троп на Маслану Гуру, находится источник Святого Иоанна. Некоторые считают, что вода из источника лечит глазные болезни.

## Образование
В Польне есть начальная школа: http://szppolna.republika.pl

## Историческая архитектура

### Церковь Андрея Первозванного, Польна
История прихода Польна восходит ко второй половине XIV века. Церковь Святого Андрея Апостола была возведена на месте более старого храма, который был основан в 1297 году Риттером Визлансом из Мельштына, как упоминает летописец XV века Ян Длугош в своём труде «Liber beneficiorum». Строительство нынешней церкви происходило в XVI веке. Церковь — в стиле поздней готики; есть один главный неф с алтарём и апсидой, заканчивающийся трёхгранной башней.
В 1820 году костёл был значительно перестроен благодаря усилиям владельца села Теклы Стадницкой, а фасад нефа с запада расширен. Вслед за этим в 1901 г. была построена новая колокольня, в 1910 г. пристроен дом священника, а в период с 1920 по 1939 г. были построены новые хозяйственные постройки. В 2001—2010 годах были проведены многочисленные реставрационные работы, в том числе реставрация исторических росписей в алтаре.
Особого внимания заслуживает полихромный интерьер (росписи) церкви. Это разноцветное расписное украшение, состоящее из нескольких слоёв. Самый старый слой покрывает стены вокруг главного алтаря и нефа. Он датируется 1595—1607 годами и, скорее всего, был основан Николаем и Елизаветой Гладышскими. В нём показана серия из 29 сцен, посвящённых жизни и страстям Христа. На южной стене видны гербы основателей (знаки Грифона и Трубы). Над дверью на боковое крыльцо — сцена обезглавливания («усекновения главы») святого Иоанна Крестителя. Остальная поверхность стен нефа украшена более новым слоем — росписью второй половины XVII века. На самом новом слое изображены сцены Страшного суда и фигуры святых Петра и Павла. Исторические фрески были обнаружены во время реставрационных работ, проводившихся между 1965 и 1966 годами. Через год был обнаружен образ Богоматери — Помощницы христиан конца XVI века. В настоящее время он находится на главном алтаре. Примечательны барочные боковые алтари конца XVIII века. Слева изображение святой Маргариты середины XVIII века, а рядом с ним — амвон XVIII века. Самыми старыми предметами в церкви являются купель и чаша XVI века.
С 1882 по 1883 год блаженный Ян Балицкий работал в приходе Польна. 18 августа 2002 года он был беатифицирован Папой Иоанном Павлом II. Образ в его память находится в северной части церкви.
Эта церковь включена, как один из 251 объектов, в «Тропу деревянного зодчества» в Малопольском воеводстве, Южная Польша.